# Crescent (együttes)
A Crescent egyiptomi death metal zenekar. 

## Történet
1998-ban alakultak Kairóban. Karrierjük kezdetén még black metalt játszottak. Zenei hatásukként a Bolt Thrower, Dissection, At the Gates, Vader, illetve a honfitárs Osiris zenekarokat tették meg. 1999-ben kiadtak egy demót. 2008-ban piacra dobtak egy EP-t is. Első nagylemezük 2014-ben jelent meg, majd 2018-ban kiadták második stúdióalbumukat is. Az együttes death metalt és blackened death metalt (black/death metal keveréke) játszik.

## Tagok
- Ismaeel Attalah - ének, gitár (1998-)
- Moanis Salem - basszusgitár (2007-)
- Youssef Salah - ritmusgitár, vokál (2014-)
- Amr Mokhtar - dob (1998-)

## Korábbi tagok
- Al Sharif Marzeban - ritmusgitár (2009-2010)
- Faroque Akef - ritmusgitár (2010)
- Omar Abou Doma - ritmusgitár (2011-2012)
- Mohamed Adel - ritmusgitár (2013-2014)

## Diszkográfia
- Dreamland (demó, 1999)
- The Retribution (EP, 2008)
- Pyramid Slaves (album, 2014)
- The Order of Amenti (album, 2018)